# Znaczek skrzydłowy

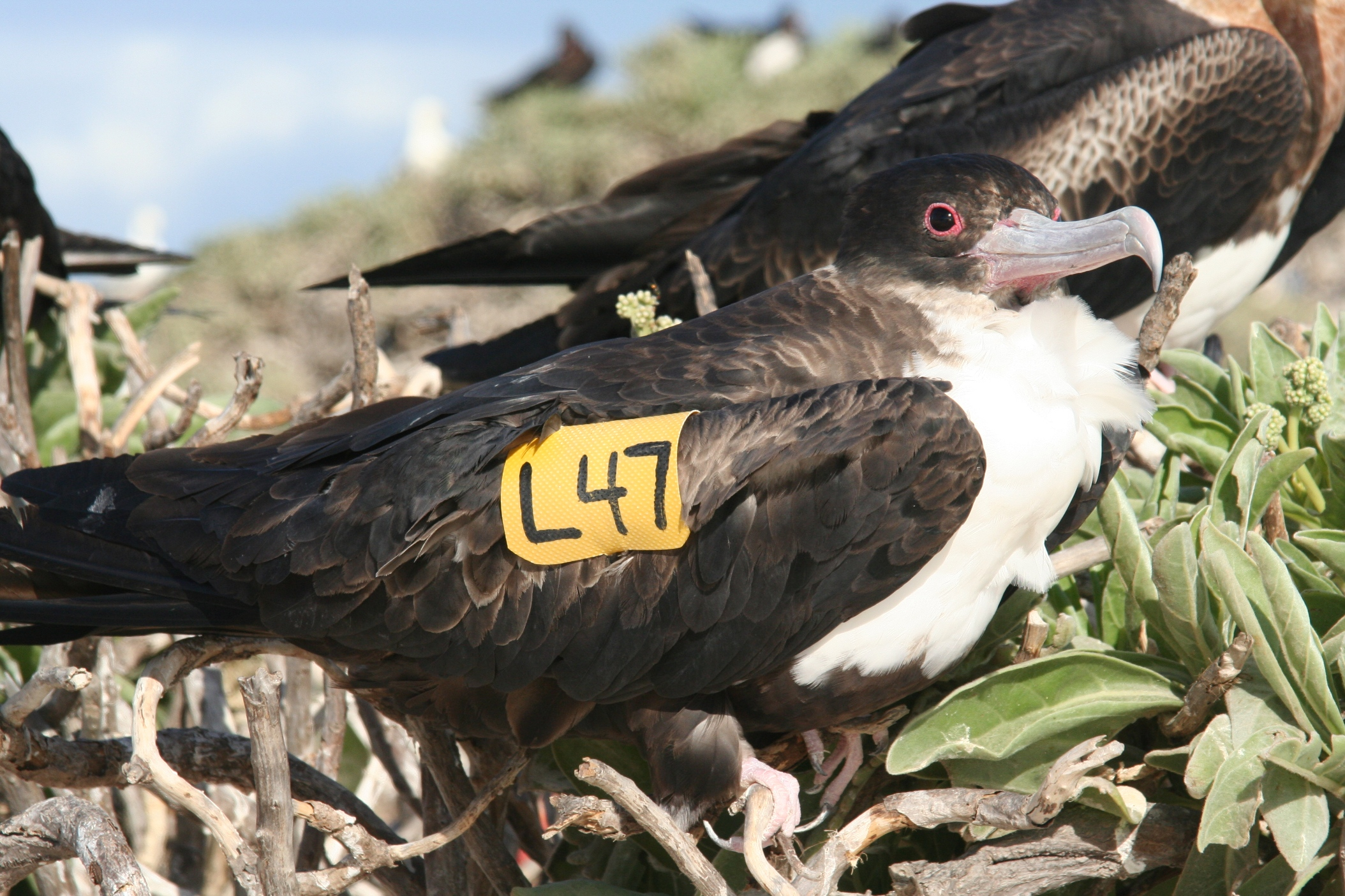
Znaczek skrzydłowy założony fregacie średniej

Znaczek skrzydłowy – odpowiednik obrączki ornitologicznej zakładany na skrzydło ptaka w celu jego identyfikacji, dzięki wytłoczonemu na nim numerowi. Stosuje się u dużych ptaków wodnych lub drapieżnych.
Znacznik skrzydłowy różni się tym od klasycznych obrączek, że jego rozmiar pozwala na odczytanie numeru identyfikacyjnego nawet w czasie lotu. Znaczniki są też oznaczane odpowiednimi kombinacjami kolorystycznymi, co pozwala na dokładniejsze badania.